# Noordam
Pour l’article homonyme, voir MS Noordam.
Le Noordam est un paquebot de croisière construit par les Chantiers de l'Atlantique en 1984.
Commandé en janvier 1981 par la Holland America Line pour effectuer des croisières à partir des États-Unis. Il est baptisé au Havre le 7 avril 1984 et a pour marraine Madame Béatrijs van den Wall Bake.
Locaux publics : un restaurant (650 places), un salon-salle de spectacles (700 places), un cinéma-théâtre (230 places), un restaurant-buffet (350 places), deux discothèques, un salon-club, un salon panoramique, un casino, deux piscines.

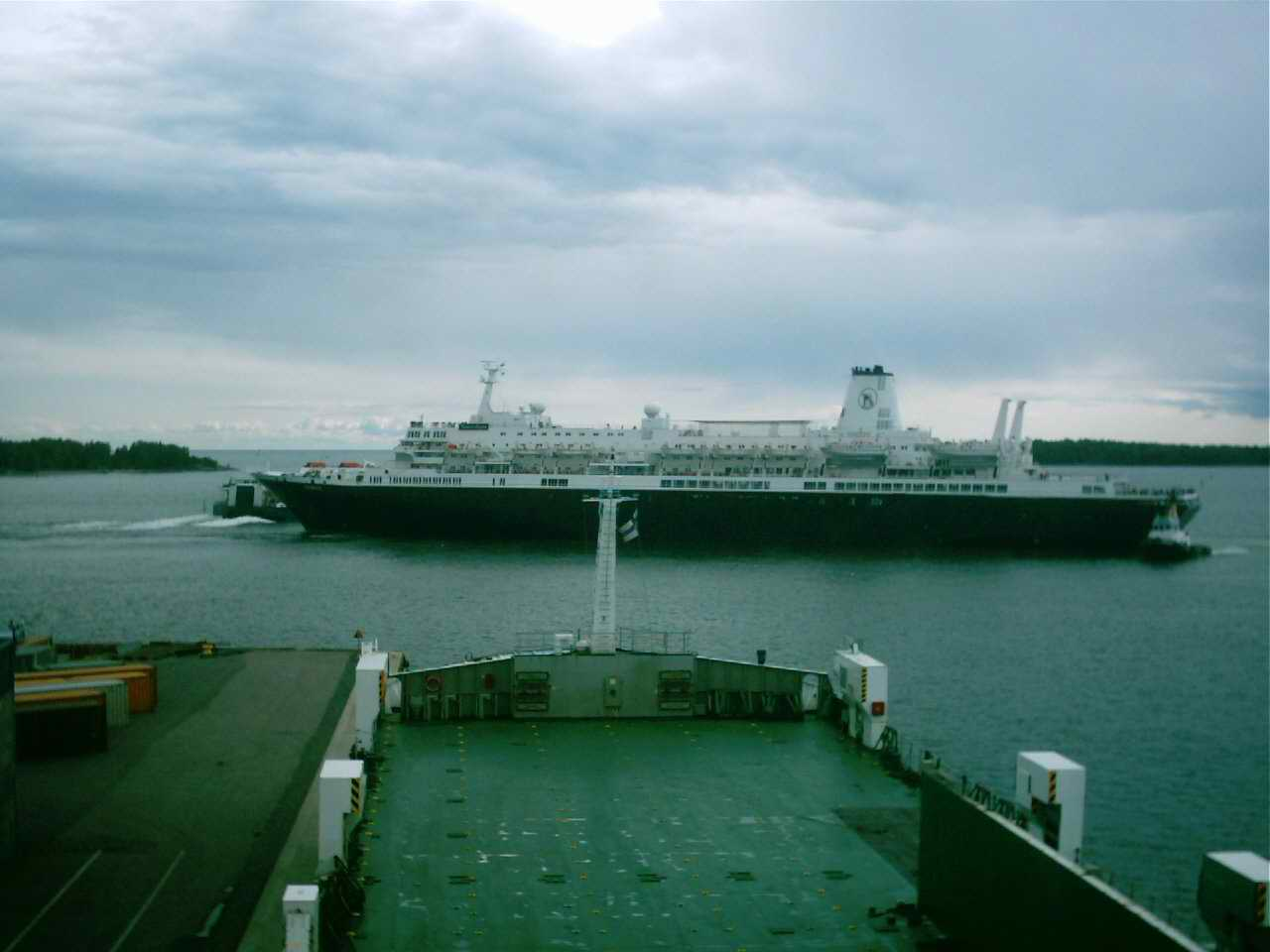
Noordam dans le port ouest d'Helsinki (2003)